# Die Frosch-Intrige
Die Frosch-Intrige ist ein deutscher Fernsehfilm des Regisseurs Hartmut Griesmayr aus dem Jahr 1990. Der Roman Froschkonzert von Erich Loest aus dem Jahr 1987 diente als Vorlage für diese Literaturverfilmung. Die Komödie wurde am 18. Februar 1991 vom ZDF erstausgestrahlt.

## Handlung
In der fiktiven westfälischen Stadt Hermeskirchen absolviert die junge, attraktive Angelika Kohlbrand ihr Referendariat am Herder-Gymnasium. Dessen Direktor Stapelmann ist ein  begeisterter Heimatforscher und davon überzeugt vor den Toren der Stadt ein Lager aus der Römerzeit ausgraben zu können, das in Verbindung zur Schlacht am Teutoburger Wald steht. Rund um diese vermutete Entdeckung und deren kommerzielle und ideologische Ausschlachtung entbrennt nun eine Provinzposse mit geltungssüchtigen Kommunalpolitikern, korrumpierenden Unternehmern und hilflosen Journalisten. Im Mittelpunkt des ganzen steht Frl. Kohlbrand, die bald von ihrer alten Liebe von Loden, einem Grünen, sowie vom Sozi Müller-Mahrenburg und dem Lokalreporter Sawadski umworben wird, gleichzeitig aber als Bauernopfer dienen soll, den Direktor und den konservativen Bürgermeister Wutte zu stürzen. Zu diesem Zweck wird ihr mit einer Dienstaufsichtsbeschwerde gedroht, da ein Schüler von ihr, der in sie verliebt ist, auf einem Schulausflug einen lebendigen Frosch geschluckt hat. Sie wehrt sich zunächst mit satirischen Kunstwerken, wird aber am Ende von allen im Stich gelassen, nachdem sich herausstellt, dass es sich bei dem angeblichen Römerlager vielmehr um ein Zwangsarbeiterlager aus der NS-Zeit handelt. Sie verlässt schließlich die Stadt.

## Trivia
Ein Großteil des Films wurde in Detmold gedreht, unter anderem am Hermannsdenkmal, in der Altstadt, im Rathaus und im Gymnasium Leopoldinum.
Pikanterweise wird Detmold auch im Film genannt – als die Stadt, der Hermeskirchen den Titel als Schauplatz der Varusschlacht abjagen will.
Die Schreibweise Die Froschintrige ist häufig anzutreffen, entspricht aber nicht dem Originalvorspann.